# Giuse Hạ Chí Thành
Giuse Hạ Chí Thành O.F.M. (sinh 1959, phiên âm tiếng Anh:Joseph Ha Chi-shing, tên gốc tiếng Trung:夏志誠) là một giám mục người Trung Quốc của Giáo hội Công giáo Rôma. Ông hiệm đảm nhận chức vụ Giám mục Phụ tá Giáo phận Hồng Kông.

## Tiểu sử
Giám mục Hạ Chí Thành sinh ngày 4 tháng 3 năm 1959 tại Hồng Kông. Ngày 27 tháng 8 năm 1988, ông gia nhập dòng O.F.M (Order of Friars Minor) và không lâu sau đó thì trở thành linh mục của dòng này vào ngày 9 tháng 9 năm 1990.
Ngày 11 tháng 7 năm 2014, Tòa Thánh công bố quyết định bổ nhiệm cho Giáo phận Hồng Kông ba tân giám mục Phụ tá: Giuse Hạ Chí Thành, Micae Dương Minh Chương và Stêphanô Lý Bân Sinh. Lễ tấn phong cho cả ba tân giám mục diễn ra không lâu sau đó, vào ngày 30 tháng 8 cùng năm. Tân giám mục được tấn phong bởi giám mục chủ phong, bởi Hồng y Gioan Thang Hán, Giám mục chính tòa Hồng Kông, phụ phong có Hồng y Giuse Trần Nhật Quân - nguyên Giám mục chính tòa Hồng Kông, và Tổng giám mục Savio Hàn Đại Huy, S.D.B, thư kí Thánh Bộ Phúc Âm Hóa các dân tộc (Bộ Truyền giáo).